# Черноголовая чайка
Черноголо́вая ча́йка (лат. Ichthyaetus melanocephalus) — вид птиц из рода Ichthyaetus семейства чайковых (Laridae).

## Описание

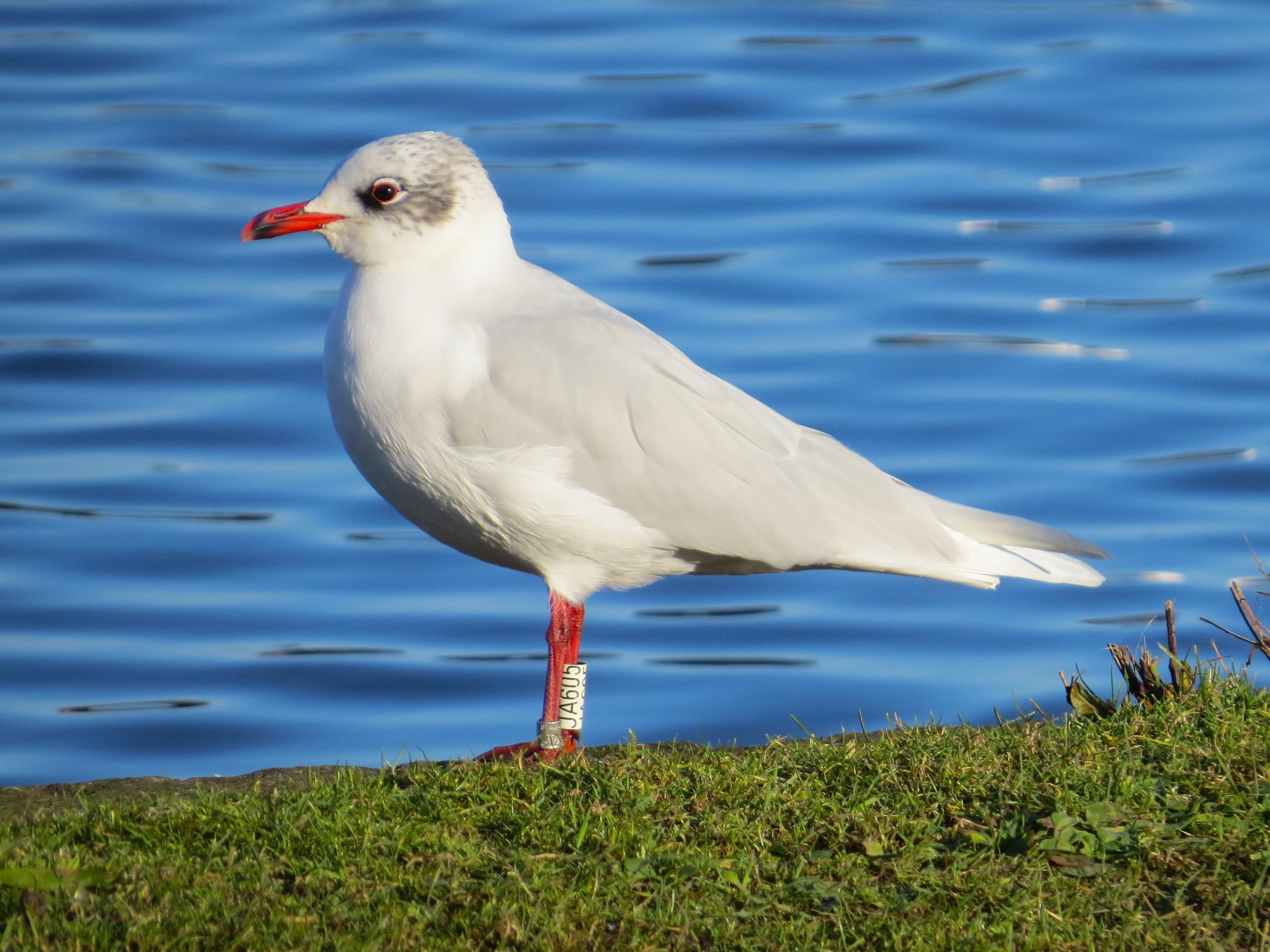
Черноголовая чайка в зимнем наряде

Черноголовая чайка — относительно небольшой вид чаек; достигает длины 39 см, размах крыльев 98 см. Имеет крепкое строение и большую, круглую голову. Шея очень короткая. Длинные, заострённые крылья выдаются над веерообразным хвостом. На ногах один короткий и три длинных пальца, снабжённых перепонками. Клюв короткий, но сильный. В брачном наряде птица имеет выделяющийся, чёрный капюшон, который тянется вплоть до затылка. (У похожей в брачном наряде обыкновенной чайки капюшон тёмно-коричневый и тянется только до затылка.) Крылья светло-серые. Остальное оперение белое. Ноги и клюв тёмно-красные, вершина клюва, как правило, от жёлтого до оранжевого цвета, может быть красной. Между вершиной и основанием клюва имеется тёмная полоса. В зимнем наряде отсутствует чёрный капюшон, за глазом имеется тёмно-серое пятно, а на затылке серые полосы. У молодых птиц крылья окрашены в коричневый цвет. Затылок и грудь имеют бледную, бурую окраску. Ноги серые, у серо-розового клюва вершина тёмная. Со второй зимы оперение птиц такое же, как у взрослых, однако на крыльях ещё сохраняются отдельные чёрные перья. Ноги оранжевые, клюв окрашен так же, как у старых птиц. Вокруг глаз красное веко, перед ним имеются два белых и голых глазных пятна. В пуховом наряде черноголовая чайка походит на сизую чайку того же возраста.

## Образ жизни

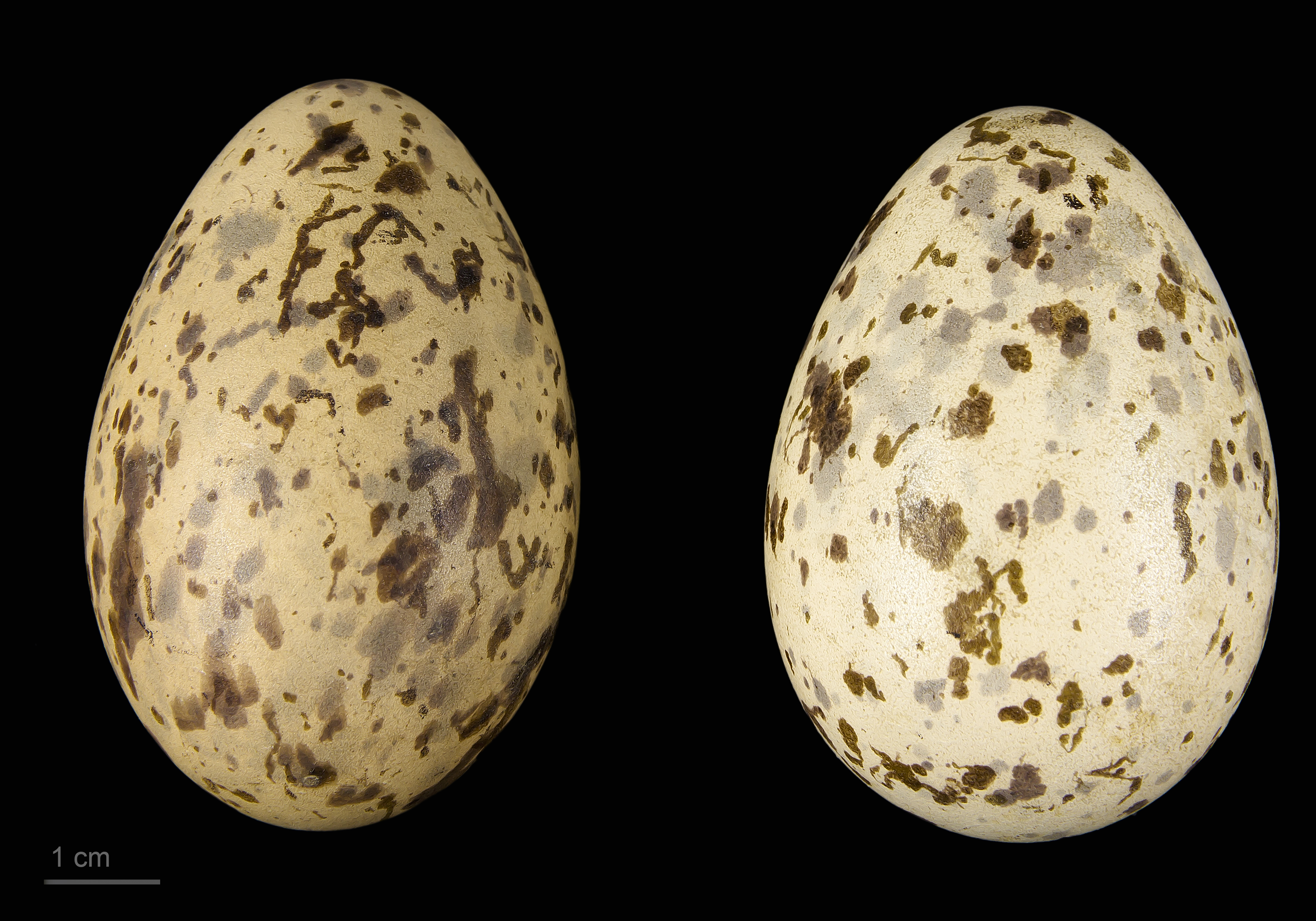
Яйца Ichthyaetus melanocephalus — Тулузский музеум

Черноголовая чайка питается преимущественно рыбами, моллюсками, ракообразными и насекомыми, которых находит на пляже, а также падалью. Её гнусавый призывный крик звучит как «эва» или «кау» и «киау». Этот вид гнездится часто отдельно с другими морскими птицами, такими как обыкновенные чайки и крачки, а также и в колониях на озёрах, в болотистых местностях и на заросших дюнах у моря. Они спариваются иногда с обыкновенными и сизыми чайками. Гнездо представляет собой конусообразное углубление в земле, устланное травой, водорослями и ветками. Между маем и июнем самка откладывает 2—3 жёлто-коричневых с тёмными пятнами яйца. Оба партнера чередуются при высиживании, продолжительность которого составляет примерно 24 дня. Птенцы имеют серый, с тёмными крапинками пуховой наряд. Родители кормят их предварительно переваренной пищей, отрыгивая её из зоба. Птенцы поднимаются на крыло примерно через 25 дней, но остаются ещё несколько недель в гнезде. Черноголовая чайка становится половозрелой в годовалом или двухгодовалом возрасте.

## Распространение

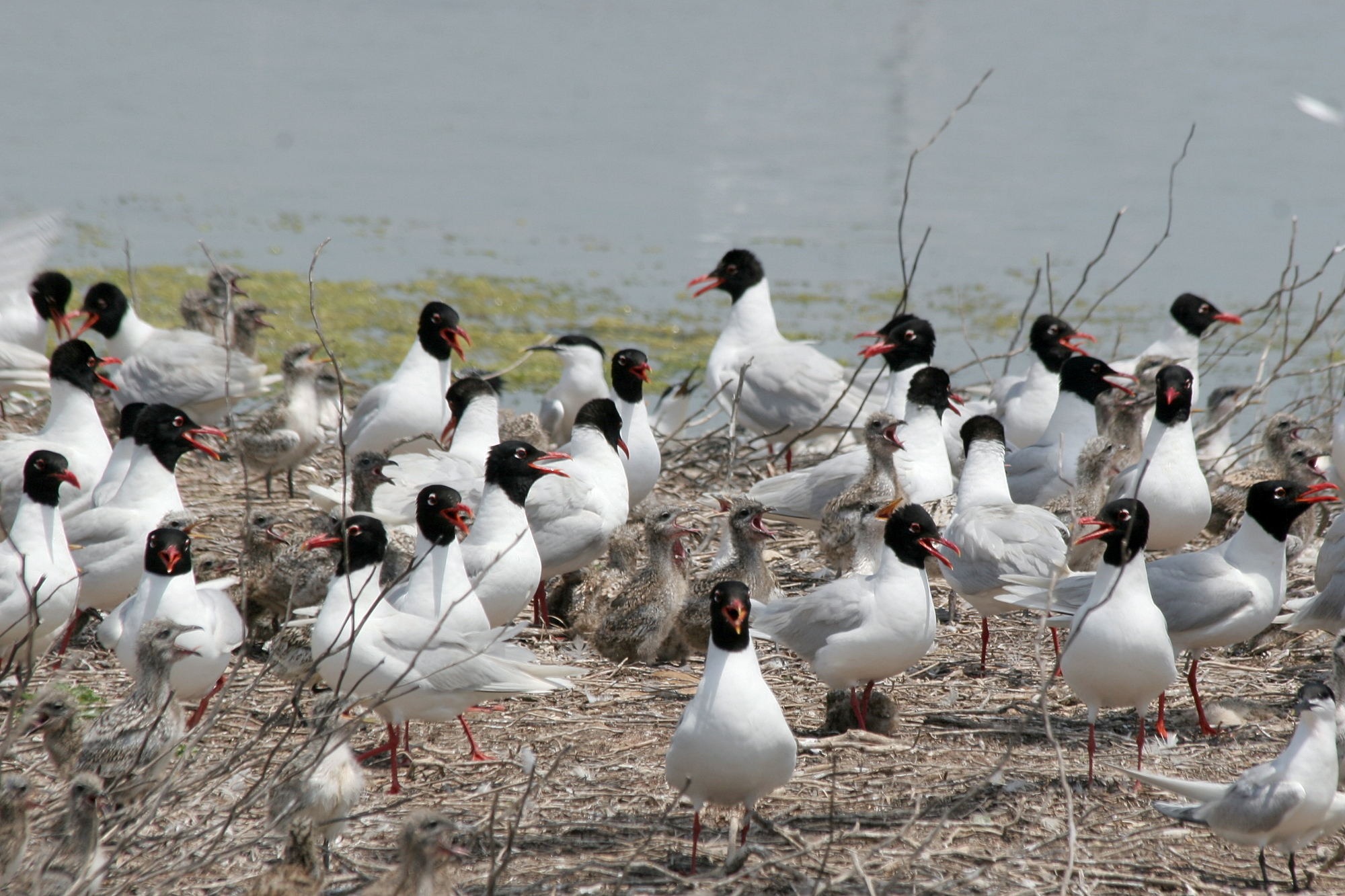
Группа черноголовых чаек с птенцами

Черноголовая чайка обитает, как правило, на побережье, иногда залетает вглубь материка. В южной Европе это частая гнездовая птица, в Центральной Европе она, напротив, распространена частично. Вид встречается в южной Англии, на юге и северо-западе Франции, на севере Германии, в Нидерландах, Турции, на востоке Греции, в Хорватии, Сербии, юго-западной Белоруссии, на севере Польши, в Эстонии, Латвии, Литве, в Ленинградской области, на полуострове Крым и на восточном побережье Чёрного моря. В июне 2017 года большие группы этих птиц наблюдались в Вологде в районах достаточно удаленных от рек и озёр — в основном в современной застройке — где есть плоские крыши[значимость факта?]. Образ жизни этих адаптировавшихся к городским условиям колоний черноголовой чайки ещё требует изучения. Вне Европы её можно встретить в Северной Африке, Центральной и Передней Азии и на Аравийском полуострове. Некоторые птицы двигаются осенью в Средиземноморье, некоторые остаются в своих гнездовых областях. Черноголовая чайка — частично мигрирующая птица.

## Популяция
Мировая популяция черноголовой чайки оценивается в 236—656 тыс. особей (Wetlands International 2015). По данным МСОП вид вызывает наименьшие опасения (Least Concern).